# Oliarus stylidentata
Oliarus stylidentata är en insektsart som beskrevs av Dlabola 1979. Oliarus stylidentata ingår i släktet Oliarus och familjen kilstritar. Inga underarter finns listade i Catalogue of Life.